# In the Streams of Inferno
In the Streams of Inferno ist das Debütalbum der norwegischen Black-Metal-Band Mysticum. Es erschien 1996.

## Entstehung
Im April 1995 unterschrieb Mysticum bei Full Moon Productions, kurz darauf wurde das Album aufgenommen. Der ursprüngliche Titel Where the Raven Flies wurde zu In the Streams of Inferno abgeändert. Die ursprüngliche Pressung erschien in einer 3000er-Auflage mit einem anderen CD-Cover als die folgenden Auflagen. Später wurde das Album an Avantgarde Music lizenziert, und die Band bekam die Rechte am Album zurück.
Das Album konnte von 2008 bis Februar 2012 kostenlos über die offizielle Mysticum-Seite im MP3-Format heruntergeladen werden. Am 6. März 2012 unterschrieb Mysticum bei Peaceville Records für das angekündigte, zweite Album Planet Satan und neu gemasterte Wiederveröffentlichungen von In the Streams of Inferno und Lost Masters of the Universe. Am 12. Dezember 2012 wurde die Wiederveröffentlichung des Albums für den 25. Februar 2013 angekündigt. Ab Mitte Januar 2013 waren Vorbestellungen möglich.

## Titelliste
1. Industries of Inferno – 1:12
2. The Rest – 4:36
3. Let the Kingdom Come – 5:06
4. Wintermass – 5:55
5. Crypt of Fear – 6:19
6. Where the Raven Flies – 4:25
7. In Your Grave – 3:43
8. In the Last of the Ruins We Search for a New Planet – 5:41

## Musikstil und Texte
Der Musikstil wurde von Mysticum, Full Moon Productions und Peaceville Records als Industrial Black Metal bezeichnet. Außer dem Drumcomputer (und den für Black Metal typischen Keyboards) abgesehen finden sich jedoch keine elektronischen Elemente und auch keine verzerrten Stimmen, keine Sequenzer oder andere Elemente aus dem Industrial Metal.
Der Drumcomputer ist ziemlich primitiv, die Blastbeats wurden „offensichtlich […] mit etwas mit Binärcode als DNS gemacht“. Jeff Treppel vom Decibel Magazine verglich den Klang des Keyboards mit A Flock of Seagulls und Crypt of Fear mit Ministry. Er assoziierte Mysticums Ausrichtung mit der industriellen Apokalypse.

## Rezeption
Das deutsche Magazin Rock Hard nahm In the Streams of Inferno in seine Liste 250 Black-Metal-Alben, die man kennen sollte auf. Treppel vom Decibel Magazine schrieb, die Band hätte viel größer werden sollen, als sie letztlich wurde, und weist auf ihre Unterstützung durch Euronymous hin. Die Band habe „ziemlich im Alleingang“ den Industrial Black Metal erfunden, und ihr Einfluss sei noch immer spürbar. In Anlehnung an den Titel des Nine-Inch-Nails-Albums Pretty Hate Machine beschloss er seine Rezension mit dem Satz: „This isn’t a pretty hate machine – it’s a pretty ugly hate machine.“ Merlin vom britischen Metal Hammer bezeichnete das Album als Klassiker. Auch Spyros Stasis von Metal-Temple.com betont den Einfluss des Albums.